# MTV Movie Awards 1995
4. gala MTV Movie Awards odbyła się 10 czerwca 1995 roku w Warner Bros Studios w Burbank w Kalifornii. Prowadzącymi uroczystość byli Jon Lovitz i Courteney Cox.
Podczas gali wystąpił zespół Ramones

## Nominacje

### Najlepszy film
- Pulp Fiction
- Kruk
- Forrest Gump
- Wywiad z wampirem
- Speed: Niebezpieczna prędkość

### Najlepszy aktor
- Brad Pitt – Wywiad z wampirem
- Tom Hanks – Forrest Gump
- Brandon Lee – Kruk
- Keanu Reeves – Speed: Niebezpieczna prędkość
- John Travolta – Pulp Fiction

### Najlepsza aktorka
- Sandra Bullock – Speed: Niebezpieczna prędkość
- Jamie Lee Curtis – Prawdziwe kłamstwa
- Jodie Foster – Nell
- Uma Thurman – Pulp Fiction
- Meg Ryan – Kiedy mężczyzna kocha kobietę

### Najbardziej pożądany aktor
- Brad Pitt – Wywiad z wampirem

### Najbardziej pożądana aktorka
- Sandra Bullock – Speed: Niebezpieczna prędkość

### Najlepsza rola przełomowa
- Kirsten Dunst – Wywiad z wampirem
- Tim Allen – Śnięty Mikołaj
- Cameron Diaz – Maska
- Hugh Grant – Cztery wesela i pogrzeb
- Mykelti Williamson – Forrest Gump

### Najlepszy ekranowy zespół
- Sandra Bullock i Keanu Reeves – Speed: Niebezpieczna prędkość
- Jim Carrey i Jeff Daniels – Głupi i głupszy
- Tom Cruise i Brad Pitt – Wywiad z wampirem
- Juliette Lewis i Woody Harrelson – Urodzeni mordercy
- Samuel L. Jackson i John Travolta – Pulp Fiction

### Najlepszy czarny charakter
- Dennis Hopper – Speed: Niebezpieczna prędkość
- Tom Cruise – Wywiad z wampirem
- Jeremy Irons – Król lew
- Tommy Lee Jones – Eksplozja
- Demi Moore – W sieci

### Najlepszy występ komediowy
Jim Carrey – Maska
- Tim Allen – Śnięty Mikołaj
- Tom Arnold – Prawdziwe kłamstwa
- Jim Carrey – Głupi i głupszy
- Adam Sandler – Billy Madison

### Najlepsza piosenka filmowa
- Big Empty (Stone Temple Pilots) – The Crow
- Can You Feel the Love Tonight? (Elton John) – Król lew
- Girl – You'll be a Woman Soon (Urge Overkill) – Pulp Fiction
- I’ll Remember (Madonna) – Z honorami
- Regulate (Warren G) – Nad obręczą

### Najlepszy filmowy pocałunek
- Lauren Holly i Jim Carrey – Głupi i głupszy
- Julie Delpy i Ethan Hawke – Przed zachodem słońca
- Juliette Lewis i Woody Harrelson – Urodzeni mordercy
- Sandra Bullock i Keanu Reeves – Speed: Niebezpieczna prędkość
- Jamie Lee Curtis i Arnold Schwarzenegger – Prawdziwe kłamstwa

### Najlepsza scena akcji
- ucieszka autobusem, eksplozna samolotu – Speed: Niebezpieczna prędkość
- ucieczka z eksplodującego statku – Blown Away
- zasadzka konwoju CI – Stan zagrożenia
- eksplozna mostu, ucieczka limuzyną – Prawdziwe kłamstwa

### Najlepsza scena taneczna
- John Travolta i Uma Thurman – Pulp Fiction

### Najlepszy nowy twórca
- Steve James, reżyser filmu W obręczy marzeń